# Mullsjögymnasiet
Mullsjögymnasiet var en gymnasieskola i Mullsjö i Sverige, invigd till skolåret 1997–1998 som "Mullsjö gymnasieskola".
Det var de sista åren främst innebandyspelare som sökte till skolan, varav det kom många från andra kommuner. Från Örkelljunga i Skåne och ändå upp till Hudiksvall i norr. Dessa bodde då på något av skolans internat.
Mullsjögymnasiet producerade flera U-19 landslagsspelare och vann även det första skolvärldsmästerskapet i innebandy för pojkar som spelades i maj 2007 i Brno, Tjeckien. Bedriften upprepades 2009 då skolan försvarade sin titel vid skolvärldsmästerskapen i Trenčín, Slovakien, samt 2011 i Pilsen, Tjeckien.
De program som fanns på skolan var naturvetenskapligt, samhällsvetenskapligt och handels- och entreprenörskap.
Den 26 oktober 2010 röstade Mullsjö kommunfullmäktige för skolans nerläggning efter skolåret 2010/2011.

### Fotnoter
1. ↑  ”Mullsjögymnasiet lägger ner som världsmästare”. J-nytt. 30 maj 2011. Arkiverad från originalet den 28 januari 2015. https://web.archive.org/web/20150128112346/http://www.jnytt.se/mullsjogymnasiet-lagger-ner-som-varldsmastare. Läst 24 januari 2015.
2. ↑  ”Mullsjögymnasiet kommer att läggas ner”. J-nytt. 27 oktober 2010. Arkiverad från originalet den 30 april 2020. https://web.archive.org/web/20200430111153/https://www.jnytt.se/artikel/mullsjogymnasiet-kommer-att-laggas-ner. Läst 21 november 2011.